# 武藤一邦
武藤 一邦（むとう かずくに、1959年1月20日 - ）は、秋田県出身の元プロ野球選手（外野手）。右投右打。

## 来歴・人物
大曲市立大曲中学校卒業。秋田商高では2年生の時、四番打者、一塁手として1975年の夏の甲子園に出場。同期の山岡政志投手（日本石油に進む）を擁し、3回戦に進出するが磐城高に敗退した。翌1976年にも中堅手として夏の甲子園に連続出場するが、2回戦で福家雅明、鈴木康友のいた天理高に延長12回サヨナラ負け。
同年に南海のドラフト1位指名を受け、当時の野村克也兼任監督が秋田まで訪れたが、進学希望のため拒否し法政大（法政短大から法大進学）に進学。東京六大学野球リーグでは、3年生の1979年秋季リーグで打率.440を記録し首位打者となる。1980年秋季リーグでは、1年生エース和田護（日産自動車に進む）の好投もあって3年ぶりに優勝を飾る。直後の明治神宮野球大会では準決勝で日体大に敗退。同年の第9回日米大学野球選手権大会日本代表に選出されている。リーグ通算81試合出場、317打数86安打、打率.271、10本塁打、48打点。ベストナイン（外野手）2回。大学では1学年上に福原峰夫、谷真一、住友一哉投手ら、1学年下に控えの池田親興と川端順両投手、中葉伸二郎ら、2学年下に西田真二、木戸克彦捕手らがいた。
1980年のドラフト会議では2位で再び、南海を含む4球団から指名を受けて交渉権を得たロッテオリオンズに入団。長距離打者として期待され、1982年にイースタンリーグで首位打者となり、1983年には9試合に右翼手として先発出場。しかし故障もあり活躍の場は少なかった。1988年限りで現役を引退。
現在は千葉ロッテマリーンズの「マリーンズ・アカデミー」でテクニカルコーチとして少年野球の選手を指導する。母校の法政大学や成城大学のコーチを務めたほか、ロッテ時代の恩師・高畠康真を題材にした2008年放送のNHK土曜ドラマ『フルスイング』にて、主演の高橋克実に打撃指導を行なった。

## 詳細情報

### 年度別打撃成績
| 年 度     | 球 団     | 試 合 | 打 席 | 打 数 | 得 点 | 安 打 | 二 塁 打 | 三 塁 打 | 本 塁 打 | 塁 打 | 打 点 | 盗 塁 | 盗 塁 死 | 犠 打 | 犠 飛 | 四 球 | 敬 遠 | 死 球 | 三 振 | 併 殺 打 | 打 率 | 出 塁 率 | 長 打 率 | O P S |
| --------- | --------- | ----- | ----- | ----- | ----- | ----- | -------- | -------- | -------- | ----- | ----- | ----- | -------- | ----- | ----- | ----- | ----- | ----- | ----- | -------- | ----- | -------- | -------- | ----- |
| 1982      | ロッテ    | 4     | 6     | 6     | 0     | 0     | 0        | 0        | 0        | 0     | 0     | 0     | 0        | 0     | 0     | 0     | 0     | 0     | 2     | 0        | .000  | .000     | .000     | .000  |
| 1983      | ロッテ    | 21    | 38    | 34    | 3     | 4     | 1        | 0        | 0        | 5     | 1     | 0     | 0        | 1     | 0     | 1     | 1     | 2     | 7     | 1        | .118  | .189     | .147     | .336  |
| 1984      | ロッテ    | 37    | 20    | 17    | 5     | 4     | 0        | 0        | 1        | 7     | 3     | 0     | 0        | 1     | 0     | 2     | 0     | 0     | 5     | 1        | .235  | .316     | .412     | .728  |
| 1985      | ロッテ    | 7     | 1     | 1     | 1     | 0     | 0        | 0        | 0        | 0     | 0     | 0     | 0        | 0     | 0     | 0     | 0     | 0     | 0     | 0        | .000  | .000     | .000     | .000  |
| 1986      | ロッテ    | 8     | 8     | 7     | 0     | 0     | 0        | 0        | 0        | 0     | 0     | 0     | 0        | 0     | 0     | 1     | 0     | 0     | 2     | 0        | .000  | .125     | .000     | .125  |
| 通算：5年 | 通算：5年 | 77    | 73    | 65    | 9     | 8     | 1        | 0        | 1        | 12    | 4     | 0     | 0        | 2     | 0     | 4     | 1     | 2     | 16    | 2        | .123  | .197     | .185     | .382  |

### 記録
- 初出場：1982年6月15日 対南海ホークス前期11回戦（大阪球場）、得津高宏の代走
- 初先発出場：1983年7月7日 対日本ハムファイターズ13回戦（石川県立野球場）、7番・右翼手
- 初安打：1983年7月9日 対阪急ブレーブス14回戦（川崎球場）
- 初本塁打：1984年8月21日 対近鉄バファローズ23回戦（藤井寺球場）、9回表に良川昌美から2ラン

### 背番号
- 22 （1981年 - 1988年）